# Olle Nygren
Olle Nygren, właśc. Harald Olof Ingemar Nygren (ur. 11 listopada 1929 w Sztokholmie, zm. 13 lutego 2021 w Ipswich) – szwedzki żużlowiec, występujący również na torach długich i lodowych. Zdobywca pierwszego medalu (brązowy) w IMŚ dla Szwecji.
Zadebiutował w finale IMŚ w roku 1953 na słynnym stadionie Wembley w Londynie i zajął wysokie czwarte miejsce. W następnym sezonie zdobył brązowy medal.
Trzynastokrotny finalista IM Szwecji. Zdobył dwa razy mistrzostwo swojego kraju.
Dwukrotny medalista drużynowych mistrzostw świata.
Wystąpił w filmach: Motorkavaljerer (1950), Farlig kurva (1952), Tom plats fylld (1955) oraz Icy Riders (2008).

## Osiągnięcia
Indywidualne mistrzostwa świata
- 1953 –  Londyn – 4. miejsce – 12+2 pkt → wyniki
- 1954 –  Londyn – brązowy medal – 13+2 pkt → wyniki
- 1955 –  Londyn – 8. miejsce – 9 pkt → wyniki
- 1958 –  Londyn – 6. miejsce – 9 pkt → wyniki
- 1959 –  Londyn – 4. miejsce – 11+2 pkt → wyniki

Drużynowe mistrzostwa świata
- 1960 –  Göteborg – złoty medal → wyniki
- 1968 –  Londyn – srebrny medal → wyniki

Indywidualne mistrzostwa Szwecji
- 1948 – Sztokholm – złoty medal – 14 pkt → wyniki
- 1949 – Sztokholm – złoty medal – 15 pkt → wyniki
- 1950 – Sztokholm – 10. miejsce – 5 pkt → wyniki
- 1951 – Sztokholm – awansował do finału, ale w nim nie wystąpił → wyniki
- 1952 – Sztokholm – 4. miejsce – 12 pkt → wyniki
- 1955 – Sztokholm – srebrny medal – 14 pkt → wyniki
- 1956 – Göteborg – 4. miejsce – 11+2 pkt → wyniki
- 1957 – Sztokholm – awansował do finału, ale w nim nie wystąpił → wyniki
- 1958 – Sztokholm – srebrny medal – 13+3 pkt → wyniki
- 1959 – Göteborg – brązowy medal – 13 pkt → wyniki
- 1960 – Sztokholm – 4. miejsce – 12 pkt → wyniki
- 1962 – Göteborg – 15. miejsce – 2 pkt → wyniki
- 1963 – Sztokholm – 6. miejsce – 9 pkt → wyniki
- 1967 – Göteborg – 13. miejsce – 3 pkt → wyniki
- 1968 – Sztokholm – 9. miejsce – 7 pkt → wyniki